# Сангли-Мираџ и Купвад
Сангли-Мираџ и Купвад је град у Индији у држави Махараштра. Према незваничним резултатима пописа 2011. у граду је живело 502.697 становника.

## Становништво
Према незваничним резултатима пописа, у граду је 2011. живело 502.697 становника.
| 1991.   | 2001.   | 2011.   |
| ------- | ------- | ------- |
| 314.790 | 436.781 | 502.697 |